# Castello di Pidhirci
Il castello di Pidhirci (in ucraino Підгорецький замок?, Pidhorec'kyj zamok; in polacco Zamek w Podhorcach) è un castello-fortezza ad uso residenziale, situato nel villaggio di Pidhirci nell'oblast' di Leopoli, nell'Ucraina occidentale, ad ottanta chilometri a est di Leopoli.
Venne costruito da Guillaume le Vasseur de Beauplan tra il 1635 e il 1640 per ordine dell'atamano Stanisław Koniecpolski sul sito su cui si ergeva un'altra fortezza di epoca più antica. Il castello all'epoca della realizzazione faceva parte del Regno di Polonia.
Il castello fa parte della Galleria nazionale d'arte di Leopoli.